# Hôtel de ville de Split
 (juin 2025).
L'Hôtel de ville de Split est un ancien bâtiment administratif de la ville de Split en Croatie. Il s'agit d'un bien culturel protégé.

## Description
Il est situé sur la Place du Peuple (Pjaci). Il a été construit au XIVe siècle et agrandi au XIXe siècle. Il s'agit d'un complexe unique de bâtiments gothiques et le siège du gouvernement laïc de la ville médiévale de Split. L'édifice a conservé en partie son aspect romano-gothique d'origine, mais a été entièrement rénové en style néogothique après 1825. Les palais Communal et du Recteur ont été détruits. Il abrita autrefois l'hôtel de ville, puis le musée ethnographique de Split de 1924  jusqu'en 2004 et abrite aujourd'hui des expositions.

## Galerie

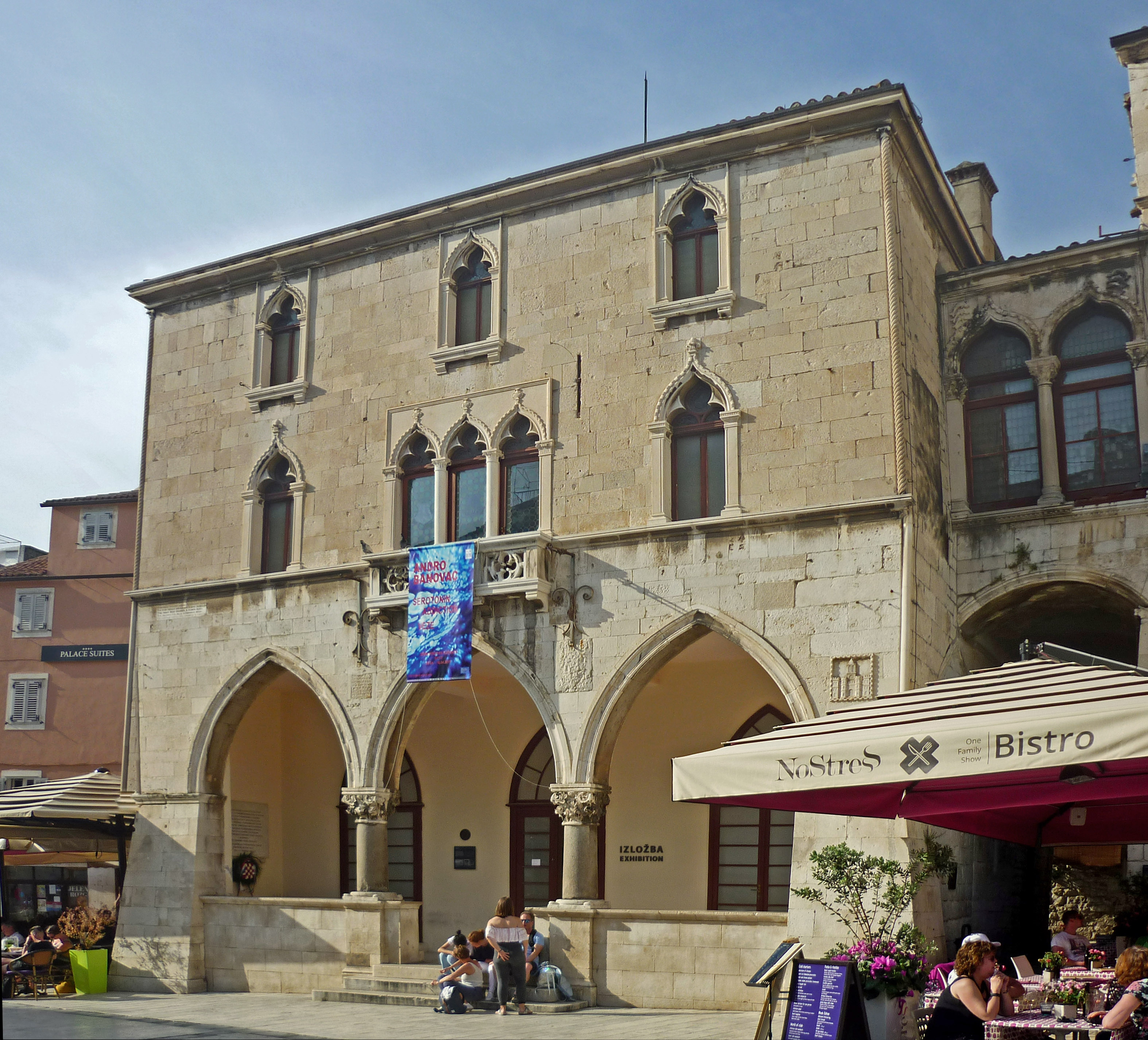
L'hôtel de ville
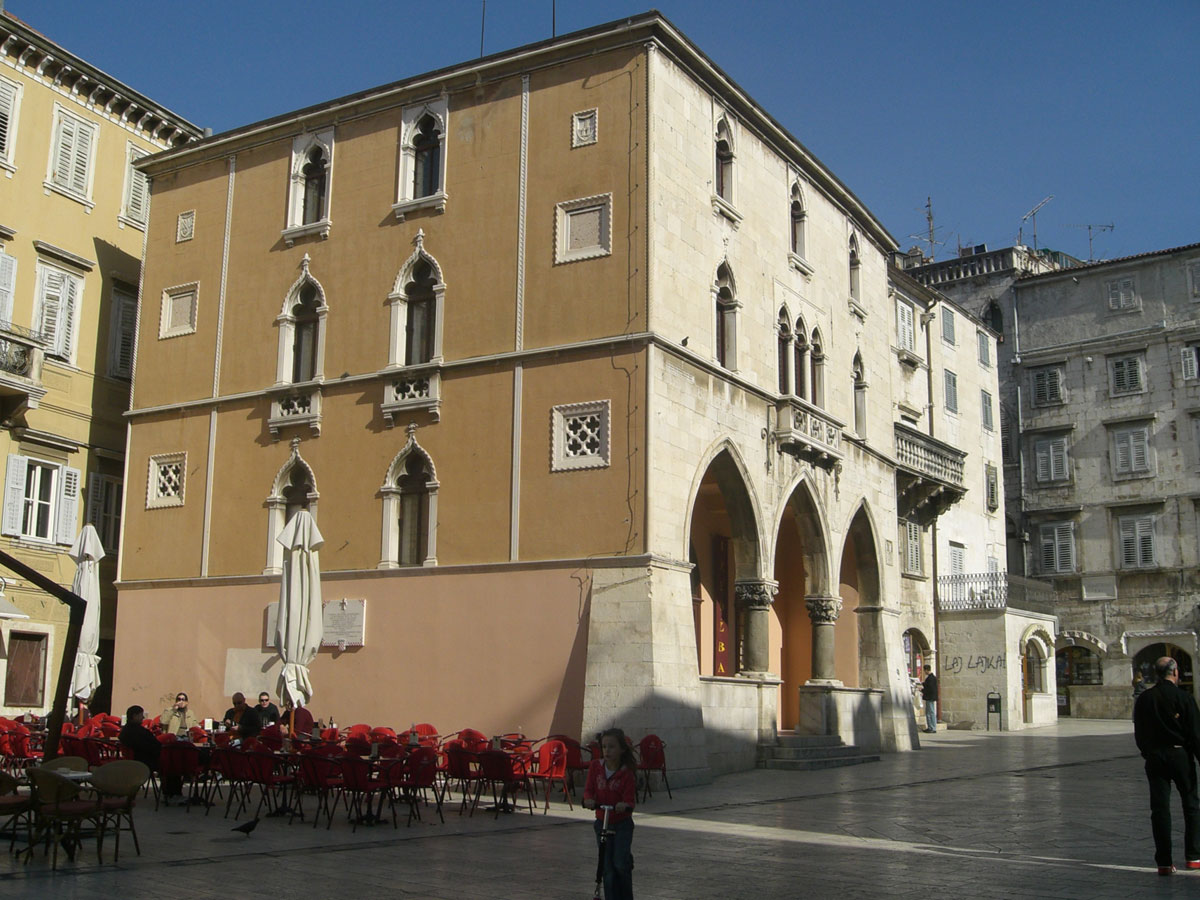
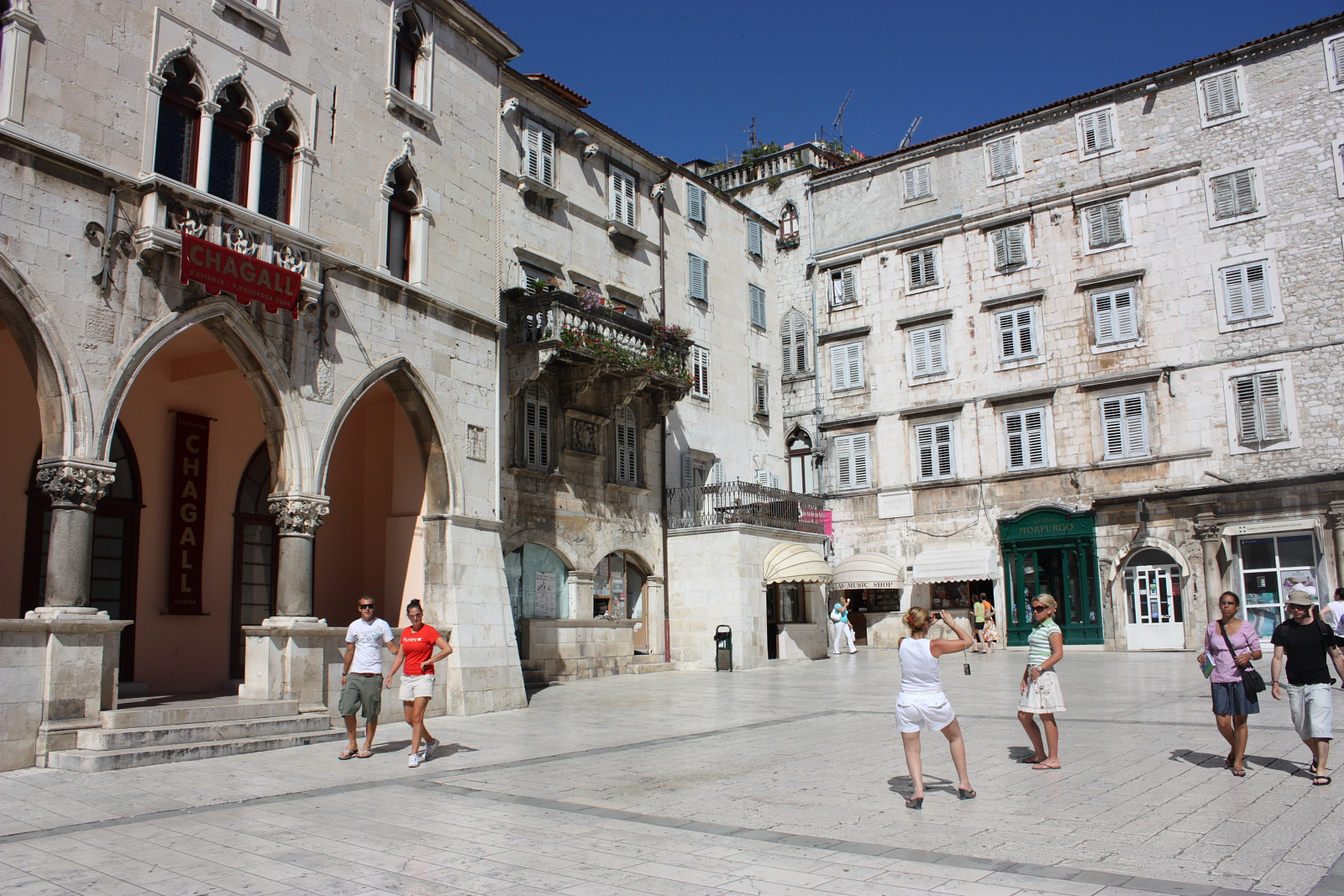